# جنچیوو بلیژشه
جنچیوو بلیژشه (به لهستانی:  Dzięcioły Bliższe) یک روستا در لهستان است که در گمینا ستردنگ واقع شده‌است.